# Polsat Sport Fight
Polsat Sport Fight – polska stacja telewizyjna o profilu sportowym, należąca do grupy kanałów Telewizji Polsat, która rozpoczęła nadawanie 1 sierpnia 2016 roku. Głównie emituje boks i mieszane sztuki walki (MMA).

## Historia
W 2013 roku Telewizja Polsat otrzymała koncesję dla kanału Polsat Sport Weekend, jednakże stacja nie została uruchomiona. Ostatecznie nadawca podjął decyzję o rozpoczęciu emisji kanału pod nazwą Polsat Sport Fight HD, który został uruchomiony 1 sierpnia 2016 roku, zastępując w ofercie platformy satelitarnej Polsat Box stację FightKlub.

## Logo
| Data wprowadzenia | Opis | Logo                 |
| ----------------- | --- | -------------------- |
| 1 sierpnia 2016   | Niebieski prostokąt z napisem Sport, a nad nim klasyczny napis Polsat na jaśniejszym tle. Obok napisu Sport, białe słowo Fight na błękitnym tle.                                                                              | Polsat sport fight-1 |
| 30 sierpnia 2021  | Niebieskie (jasnoniebieskie i niebieskie w wersji gradientowej) paski tworzące kulę, pod nią niebieski napis „polsat sport fight” (w wersji gradientowej napis „polsat sport” jest niebieski, a „fight” jest jasnoniebieski). |                      |

## Oferta programowa
Opracowano na podstawie materiału źródłowego.
- FEN
- Gala boksu zawodowego HBO
- KSW
- Matchroom
- MMA Attack
- Polsat Boxing Night
- Showtime
- Top Rank